# Jerzy Jastrzębski (filolog)
Jerzy Jastrzębski (ur. 10 kwietnia 1945 w Częstochowie, zm. 27 maja 2025) – polski filolog, prof. dr hab. nauk humanistycznych, profesor nadzwyczajny Państwowej Wyższej Szkoły Teatralnej im. Ludwika Solskiego w Krakowie Wydziału Lalkarskiego we Wrocławiu, profesor zwyczajny Instytutu Dziennikarstwa i Komunikacji Społecznej Wydziału Filologicznego Uniwersytetu Wrocławskiego.

## Życiorys
Był synem Stanisława Jastrzębskiego i Anieli Jastrzębskiej, z d. Kibśnia-Baran.
W 1963 ukończył liceum pedagogiczne w Częstochowie i w tym samym roku rozpoczął studia polonistyczne i filozoficzne na Uniwersytecie Wrocławskim. Studia polonistyczne ukończył w 1968, studia filozoficzne w 1971. Od 1968 pracował na macierzystej uczelni, w Instytucie Filologii Polskiej, od 1975 był zatrudniony w Zakładzie Teorii Kultury i Sztuk Widowiskowych. W 1974 obronił pracę doktorską Z dziejów literatury ludowej i chłopskich organizacji kulturalno-oświatowych w latach 1918-1948 napisaną pod kierunkiem Czesława Hernasa, w 1981 uzyskał stopień doktora habilitowanego na podstawie pracy Wokół kultury i literatury ludowej – programy, nadzieje, realia. 1939-1948. W latach 1982–1983 wykładał na Uniwersytecie w Sarajewie. Po powrocie do Polski pracę na UWr. łączył z pracą na Wydziale Lalkarskim we Wrocławiu Państwowej Wyższej Szkole Teatralnej im. L. Solskiego w Krakowie. W 1990 został profesorem nadzwyczajnym, w 1990 profesorem zwyczajnym.  W latach 1998–2000 był kierownikiem Zakładu Dziennikarstwa i Komunikacji Społecznej UWr., od 2006 kierownikiem Zakładu Teorii Komunikacji Społecznej i wicedyrektorem Instytutu Dziennikarstwa i Komunikacji Społecznej Uwr. Równocześnie pracował w Dolnośląskiej Szkole Wyższej Edukacji Towarzystwa Wiedzy Powszechnej, gdzie w latach 2000–2004 był dyrektorem  Instytutu Dziennikarstwa i Komunikacji Społecznej, w latach 2005–2006 dziekanem Wydział Dziennikarstwa i Stosunków Międzynarodowych. Był tez założycielem i dyrektorem Instytutu Dziennikarstwa i Komunikacji Społecznej w Szkole Wyższej Psychologii Społecznej we Wrocławiu (2008–2014). W latach 2016–2020 był profesorem zwyczajnym i kierownikiem dyscypliny (2019–2020) na Uniwersytecie Papieskim Jana Pawła II w Krakowie (Instytut Dziennikarstwa i Komunikacji Społecznej Wydziału Nauk Społecznych). 
Jako krytyk debiutował w 1966 recenzją w piśmie „Agora”. Od 1969 współpracował stale z miesięcznikiem „Odra”, od 1972 z „Literaturą Ludową” (od 1974 był członkiem redakcji tego pisma). Pod pseudonimem „Jan Górecki” współpracował z pismami drugiego obiegu „Obecność” i „Walka”, od 1987 z Rozgłośnią Polską Radia Wolna Europa, „Nowym Dziennikiem” i wydawaną w Toronto „Gazetą”. Po 1989 publikował w dalszym ciągu w „Odrze”  i „Literaturze Ludowej”, a także w „Regionach” i „Przeglądzie Powszechnym”. 
W 1979 został leureatem Nagrody im. Stanisława Piętaka w dziedzinie eseju. W 1992 otrzymał Krzyż Kawalerski Orderu Odrodzenia Polski, a w 2005 Medal Komisji Edukacji Narodowej. 

## Ważniejsze publikacje
- Wokół kultury i literatury ludowej 1939–1948, Warszawa 1978
- Czas relaksu. Szkice o kulturze masowej i jej okolicach, Wrocław 1982
- Między apologia a negacją. Kultura ludowa w polemikach 1939–1948, Warszawa 1987
- Koniec żałosny (szkice literackie i prasoznawcze), Wrocław 1992
- Encyklopedyczny przewodnik po świecie idei XX wieku (wraz ze S. Bednarkiem), Wrocław 1996
- Jak żyć? Słownik wartości i wzorów kultury, (wraz z S. Bednarkiem i M.Kocurem), Wrocław 1999
- W ciekawych czasach. Szkice o kulturze i edukacji, Wrocław 2004
- Na rynku wartości. O mediach i etyce dziennikarskiej, Wrocław 2009
- Ideologia i komunikacja. O edukacji, pedagogice i mediach, Wrocław 2011
- Upór poznawania. Media, tożsamość i sfera publiczna, Wrocław 2014
- Doświadczanie kultury, Wrocław 2015
- Przestrzenie mediów i dziennikarstwa, Kraków 2018
- Media. Masy. Maszyny.,  Wrocław 2020
- Samotność i wspólnota, czyli sztuka życia w późnej starożytności (teoria i praktyka I–V wieku), (wraz z B. Jastrzębskim), Kraków 2022